# Fagzine
Un fagzine (llamado alternativamente queer zine o gay fanzine) es una publicación independiente, con una publicación más o menos regular, cuyo origen se encuentra en la subcultura gay alternativa. Los fagzines más influyentes se editan como revistas; otros se editan de forma electrónica.
En su contenido y su estética, los fagzines buscan conscientemente una distancia de lo gay comercial, que ven como uniforme, buscando su inspiración a menudo en la contracultura, como por ejemplo, en el punk o la teoría queer. Aunque los fagzines pertenecen al movimiento de cultura underground, muchos periodistas y fotógrafos influyentes o famosos han surgido de estas revistas.
La palabra «fagzine» es una contracción que surge del inglés, tomando las palabras «faggot» («maricón») y «magazine» («revista»), tomando el modelo de la contracción fanzine, que es anterior.

## Historia
Straight to Hell Magazine: The Manhattan Review of Unnatural Acts (S.T.H.), una revista de contracultura de Nueva York, fundada en 1971 por Boyd McDonald (1925-1993), se considera el primer fagzine. En la década de 1970, S.T.H llamaba la atención por su diseño simple, su estética pornográfica y sus puntos de vista políticos radicales. McDonald publicó numerosas experiencias sexuales de sus lectores bajo títulos en parte serios y en parte irónicos.
Otros fagzines tempranos fueron Folsom, que fue publicada durante un corto periodo en 1980 por Jim Moss en San Francisco (California), así como Magazine, publicado de 1980 a 1987 por Didier Lestrade y Misti Gris en París. El diseño gráfico y la tipografía de Magazine se consideran precursores de muchas de las revistas comerciales posteriores. Los fotógrafos Pierre & Gilles y Walter Pfeiffer, que se harían famosos posteriormente, publicaron en esta revista algunos de sus primeros trabajos; Lestrade consiguió que numerosos artistas famosos realizaran obras o entrevistas para la revista, entre ellos, Paul Morrissey, Edmund White, Tom of Finland, David Hockney, Divine, Keith Haring o Paul Bowles.
Gracias a las nuevas técnicas de copiado y offset más baratas, en la década de 1980 se editaron innumerables fagzines orientados hacia el punk, hoy olvidados. Uno de los representante más conocidos fue el J.D.s. de Toronto (1985 a 1991), editado, entre otros, por Bruce LaBruce, que fue capital para el movimiento queercore.
En la década de 1990 desaparecieron muchos fagzines. Sólo con la aparición en 2001 de la revista holandesa Butt han vuelto a surgir nuevas revistas.

## Presente
A pesar del dominio de Internet y de la existencia de zines digitales de éxito, como East Village Boys, la mayoría de los fagzines se editan en papel. Publicaciones de importancia son Butt (Ámsterdam, desde 2001), They Shoot Homos. Don’t They? (Nueva York, desde 2005), Kink (Barcelona, desde 2006), Kaiserin (París, desde 2006), Handbook (San Francisco, desde 2007), Pisszine (Milán, desde 2007) o Pinups (Nueva York, desde 2007). 
Al igual que en las décadas anteriores, el contenido de la mayoría de los fagzines está caracterizado por contribuciones sexualmente explícitas, hasta llegar a la pornografía, y aspiraciones artísticas. El contenido político ha pasado más bien a un segundo plano.

## Recepción
Desde 2003, el Queer Zine Archive Project colecciona y digitaliza publicaciones antiguas y nuevas. En 2006 la editorial Taschen publicó una colección de fotografías y textos del fagzine Butt, sólo cinco años después de su creación. En 2008 se publicó la primera monografía general sobre el desarrollo de los fagzines y en 2010 la galería parisina 12Mail dedicó una exposición exclusiva a la revista Magazine.